# اچ‌ام‌اس ئی۳۱
اچ‌ام‌اس ئی۳۱ (به انگلیسی: HMS E31) یک زیردریایی بود که طول آن ۱۸۱ فوت (۵۵ متر) بود. این زیردریایی در سال ۱۹۱۵ ساخته شد.